# West of Scotland Marine Protected Area
West of Scotland Marine Protected Area (česky doslova Chráněná mořská oblast Západně od Skotska) zahrnuje rozsáhlou oblast severního Atlantiku západně od Vnějších Hebrid. Tato chráněná mořská oblast byla vyhlášena skotskou vládou v roce 2020 a nahradila chráněnou mořskou oblast Rosemary Bank, která se rozkládala na mnohem menší ploše. Pokrývá mořskou oblast o rozloze 107 773 km² (což je přibližně 1,366× rozloha České republiky) a je největší chráněnou mořskou oblastí v Evropě.
Chráněná oblast zahrnuje rozmanitou řadu mořských krajin. Směrem na západ se jedná o strmě skloněný pevninský svah, sedimentární roviny Rockallského příkopu (Rockall Trough), zvedající se svahy lavice George Bligh (George Bligh Bank) a Rockallské lavice (Rockall Bank). Oblast zahrnuje dva izolované podmořské útvary: horu Anton Dohrn a lavici Rosemary (Rosemary Bank). Chrání několik důležitých stanovišť včetně hlubokomořských houbových agregací a studenovodních korálových útesů a „zahrad“. V rámci chráněné oblasti je zvláště chráněno šest druhů hlubokomořských ryb: mník modrý, červenice atlantská, bezkýlovec listošupinatý, bezkýlovec zrnitý, světloun bělooký a hlavoun tuponosý.